# تشاد سميث (لاعب كرة قاعدة)
تشاد سميث (بالإنجليزية: Chad Smith)‏ هو لاعب كرة قاعدة أمريكي، ولد في 2 أكتوبر 1989 في ثاوزند أوكس في الولايات المتحدة.

## وصلات خارجية
- تشاد سميث على موقع دوري كرة القاعدة الرئيسي (الإنجليزية)
- تشاد سميث على موقعبيزبول رفرنس.كوم (الدوري الرئيسي) (الإنجليزية)
- تشاد سميث على موقعبيزبول رفرنس.كوم (الدوري الثانوي) (الإنجليزية)
- تشاد سميث على موقع إي إس بي إن.كوم (أم.أل.بي) (الإنجليزية)
- تشاد سميث على موقع مشجعي الرسوم البيانية (الإنجليزية)